# Hitzone Best of 2001
TMF Hitzone Best of 2001 is een verzamelalbum. Het album, onderdeel van de serie Hitzone, werd op 16 november 2001 uitgegeven door de Nederlandse muziekzender TMF. Het is een compilatie van volgens de muziekzender de beste nummers van 2001. Het album bestaat uit twee CD's met elk twintig nummers. 
TMF Hitzone Best of 2001 piekte op de tweede plaats van de Verzamelalbum Top 30 en stond dertien weken lang in deze hitlijst.

## Nummers

### CD 1
| Nr. | Titel                            | Uitvoerend artiest           | Duur |
| --- | -------------------------------- | ---------------------------- | ---- |
| 1.  | Fallin'                          | Alicia Keys                  | 3:30 |
| 2.  | Damn (I Think I Love You)        | Starmaker                    | 3:46 |
| 3.  | Ain't It Funny                   | Jennifer Lopez               | 4:04 |
| 4.  | It's Raining Men                 | Geri Halliwell               | 4:14 |
| 5.  | Uptown Girl                      | Westlife                     | 3:05 |
| 6.  | Something                        | Lasgo                        | 3:41 |
| 7.  | Played-A-Live (The Bongo Song)   | Safri Duo                    | 3:16 |
| 8.  | On the Move                      | Barthezz                     | 3:33 |
| 9.  | Silence (Airscape remix)         | Delerium ft. Sarah McLachlan | 3:47 |
| 10. | One More Time                    | Daft Punk                    | 3:54 |
| 11. | We Come 1                        | Faithless                    | 3:44 |
| 12. | Bootylicious                     | Destiny's Child              | 3:28 |
| 13. | Who's That Girl                  | Eve                          | 4:43 |
| 14. | Don't Let Me Be the Last to Know | Britney Spears               | 3:50 |
| 15. | Turn Off the Light               | Nelly Furtado                | 3:37 |
| 16. | All for You                      | Janet Jackson                | 4:23 |
| 17. | Ride Wit Me                      | Nelly                        | 4:14 |
| 18. | Schudden                         | Def Rhymz                    | 3:43 |
| 19. | Ritmo                            | Georgina Verbaan ft. Janet   | 3:19 |
| 20. | Jelle                            | Slimme Schemer ft. Tido      | 5:47 |

### CD 2
| Nr. | Titel                                  | Uitvoerend artiest           | Duur |
| --- | -------------------------------------- | ---------------------------- | ---- |
| 1.  | Whole Again                            | Atomic Kitten                | 3:05 |
| 2.  | I Can't Explain                        | K-otic                       | 3:34 |
| 3.  | My Way                                 | Herman Brood                 | 4:43 |
| 4.  | Eternity                               | Robbie Williams              | 5:00 |
| 5.  | I Was Made to Love You                 | Sita & Bart                  | 3:41 |
| 6.  | Supergirl                              | Reamonn                      | 3:51 |
| 7.  | One Wild Night                         | Bon Jovi                     | 3:45 |
| 8.  | I Know                                 | Birgit                       | 3:08 |
| 9.  | She Couldn't Laugh                     | Twarres                      | 3:43 |
| 10. | You                                    | Judith                       | 3:53 |
| 11. | Eeuwig zou te kort zijn!               | Volumia!                     | 3:59 |
| 12. | Here with Me                           | Dido                         | 4:12 |
| 13. | Clint Eastwood                         | Gorillaz                     | 5:54 |
| 14. | Purple Pills                           | D12                          | 5:05 |
| 15. | The Call                               | Backstreet Boys              | 3:22 |
| 16. | Around the World                       | ATC                          | 3:34 |
| 17. | Let's Dance                            | Five                         | 3:39 |
| 18. | Hey Baby (Uh Ah)                       | Cooldown Cafe ft. DJ Stephan | 3:21 |
| 19. | Un beso mas                            | Jody Bernal                  | 3:16 |
| 20. | De Kabouterdans (The Groovy Dance Mix) | Kabouter Plop                | 3:32 |

- MusicBrainz release group: 342282c6-43a4-3bb9-aaf8-d44bc83bac50